# Olivetti Simplisumma MC3
La Simplisumma MC3 è una addizionatrice meccanica  manuale a manovella scrivente realizzata dalla Olivetti.
È stata progettata da Natale Capellaro per la parte meccanica e Marcello Nizzoli per il design.
È una macchina da calcolo molto semplificata che è in grado di effettuare addizioni e sottrazioni indirette per complemento a nove, senza saldo negativo.